# Sillian
Sillian – gmina targowa w Austrii, w kraju związkowym Tyrol, w powiecie Lienz. Liczy 2023 mieszkańców (1 stycznia 2015).